# 1992-es amerikai elnökválasztás
Az Amerikai Egyesült Államok alkotmányának előírása szerint 1992. november 3-án, kedden az országban elnökválasztást tartottak.
Az előírások szerint aznap az egyes államok és egyéb területek lakói megválasztották az elektori kollégium tagjait, akik 1992 decemberében formálisan is megválasztották az elnököt és az alelnököt. Őket aztán 1993. január 20-án iktatták be a hivatalukba. Az elnökválasztással egy időben választották meg a 103. kongresszus tagjait (a teljes képviselőházat és a szenátus egyharmadát).
A legerősebb jelöltek a hivatalban lévő, republikánus George H. W. Bush elnök, Bill Clinton, Arkansas demokrata kormányzója,  és Ross Perot független texasi üzletember voltak. A választást Bill Clinton nyerte meg, aki az 538 elektori szavazatból 370-et szerzett meg, a fennmaradó 168 elektort pedig Bush kapta, míg Perot egyetlen államban sem nyert, így elektori mandátumokat sem szerzett.. A mintegy 113 millió leadott szavaztból Clinton 45 milliót, Bush 38 milliót, Perot pedig valamivel kevesebb, mint 20 milliót kapott.

## Fordítás
Ez a szócikk részben vagy egészben  az   United States presidential election, 1992 című angol Wikipédia-szócikk ezen változatának fordításán alapul.  Az eredeti cikk szerkesztőit annak laptörténete sorolja fel. Ez a jelzés csupán a megfogalmazás eredetét és a szerzői jogokat jelzi, nem szolgál a cikkben szereplő információk forrásmegjelöléseként.